# Ponjola
Ponjola es una película muda de drama  estadounidense de 1923 basada en la novela homónima y del mismo año de Cynthia Stockley y que fue dirigida por Donald Crisp. La película está protagonizada por Anna Q. Nilsson en un papel en el que se hace pasar por un hombre.

## Reparto
El reparto se compone de los siguientes actores:
- Anna Q. Nilsson como Lady Flavia Desmond;
- James Kirkwood Sr como Lune Druro;
- Tully Marshall como el Conde Blauhimel;
- Joseph Kilgour como Conrad Lypiatt;
- Bernard Randall como Eric Luff
- Ruth Clifford como Gay Lypiatt;
- Claire Du Brey como Luchia Luff;
- Claire McDowell como la Sra. Hope;
- Charles Ray como hombre nativo;
- Eddie Sturgis como hombre nativo (y acreditado como Edwin Sturgers);
- Olive Borden como una mujer nativa (sin acreditar).

## Preservación
Una copia de Ponjola está en poder de un coleccionista privado.